# Aleksy Stanisław Reklewski
Aleksy Stanisław Reklewski herbu Gozdawa, syn Zygmunta de Rekle Reklewskiego i Salomei Włockiej (zm. przed 13 lutego 1771 roku) – pisarz grodzki sądecki w latach 1738–1776, wojski sądecki od 1748 roku, deputat z województwa krakowskiego na Trybunał Skarbowy Koronny, konsyliarz konfederacji barskiej województwa krakowskiego. Żonaty z Elżbietą Lipską herbu Drużyna. Dzieci: Wojciech, Michał Tomasz i Justyna. Właściciel Krużlowej Niżnej i Zabełcza.